# Trzcianka (powiat mławski)
Trzcianka – wieś sołecka w Polsce, położona w województwie mazowieckim, w powiecie mławskim, w gminie Szydłowo.
| SIMC    | Nazwa | Rodzaj    |
| ------- | ----- | --------- |
| 1055871 | Draby | część wsi |

Wierni Kościoła rzymskokatolickiego należą do parafii Matki Boskiej Różańcowej w Wyszynach Kościelnych.
W latach 1975–1998 miejscowość należała administracyjnie do województwa ciechanowskiego.